# Villers-Saint-Genest
Villers-Saint-Genest è un comune francese di 389 abitanti situato nel dipartimento dell'Oise della regione dell'Alta Francia.

## Storia

### Simboli
Lo stemma è stato adottato nel gennaio del 2022. La salamandra è ripresa da un emblema presente sulla colombaia nella corte della famiglia Courtier, il grano simbolizza l'agricoltura, le anatre e la rana rappresentano lo stagno.

## Società

### Evoluzione demografica
Abitanti censiti